# Hervé Marc
Hervé Marc, né le 12 octobre 1903 à Douai, et mort le 24 décembre 1946 à Rennes, est un footballeur français ayant évolué au poste d'attaquant. Jouant durant la majeure partie de sa carrière au Stade rennais, il a obtenu une sélection en équipe de France de football, en 1930. Également athlète à ses heures, il fut champion de Bretagne de saut en longueur.

## Carrière
Originaire du Nord, Hervé Marc débute pourtant sa carrière à Rennes, avec les Cadets de Bretagne. En 1921, âgé de 17 ans, il est recruté par le Stade rennais UC, en même temps que de nombreux internationaux parisiens, dont François Hugues et Maurice Gastiger. Marc doit cependant attendre le 23 octobre 1921 pour faire ses débuts en équipe première, en attaque. Peu à peu au cours de la saison, il s'impose comme titulaire, ce qui lui permet de disputer avec le Stade rennais la finale de la Coupe de France, perdue face au Red Star le 7 mai 1922 (0 - 2). Au cours du match, Hervé Marc se met en évidence, mais sa performance est insuffisante pour empêcher la défaite des siens.
La saison suivante, Hervé Marc remporte le championnat de l'Ouest avec le Stade rennais, et participe aux bons résultats du club en Coupe de France. En 1926, après cinq saisons comme homme de base du collectif rennais, il rejoint les Diables rouges du FC Rouen, et reste quatre saisons en Normandie.
En 1929, Marc retourne au Stade rennais, qui vient de quitter le giron fédéral en signe de protestation contre une réforme du calendrier établi par la LOFA. Comme l'ensemble de l'effectif rennais, il disputera pendant trois saisons des matchs amicaux de prestige contre diverses équipes françaises ou étrangères. Sa condition ne l'empêche pas de se faire remarquer par la fédération, puisque Marc honore le 7 décembre 1930 sa première et unique sélection en équipe de France, face à la Belgique à Montrouge.
En 1932, Hervé Marc accède au statut professionnel en même temps que le Stade rennais, et dispute sous les couleurs rouges et noires la première édition du championnat de France. À l'issue de la saison, il met un terme à sa carrière. Treize ans plus tard, il décède prématurément, à l'âge de 43 ans.

## Palmarès
- 1922 : Finaliste de la Coupe de France
- 1923 : Championnat de la Ligue de l'Ouest de football-association